# Seniele plaques

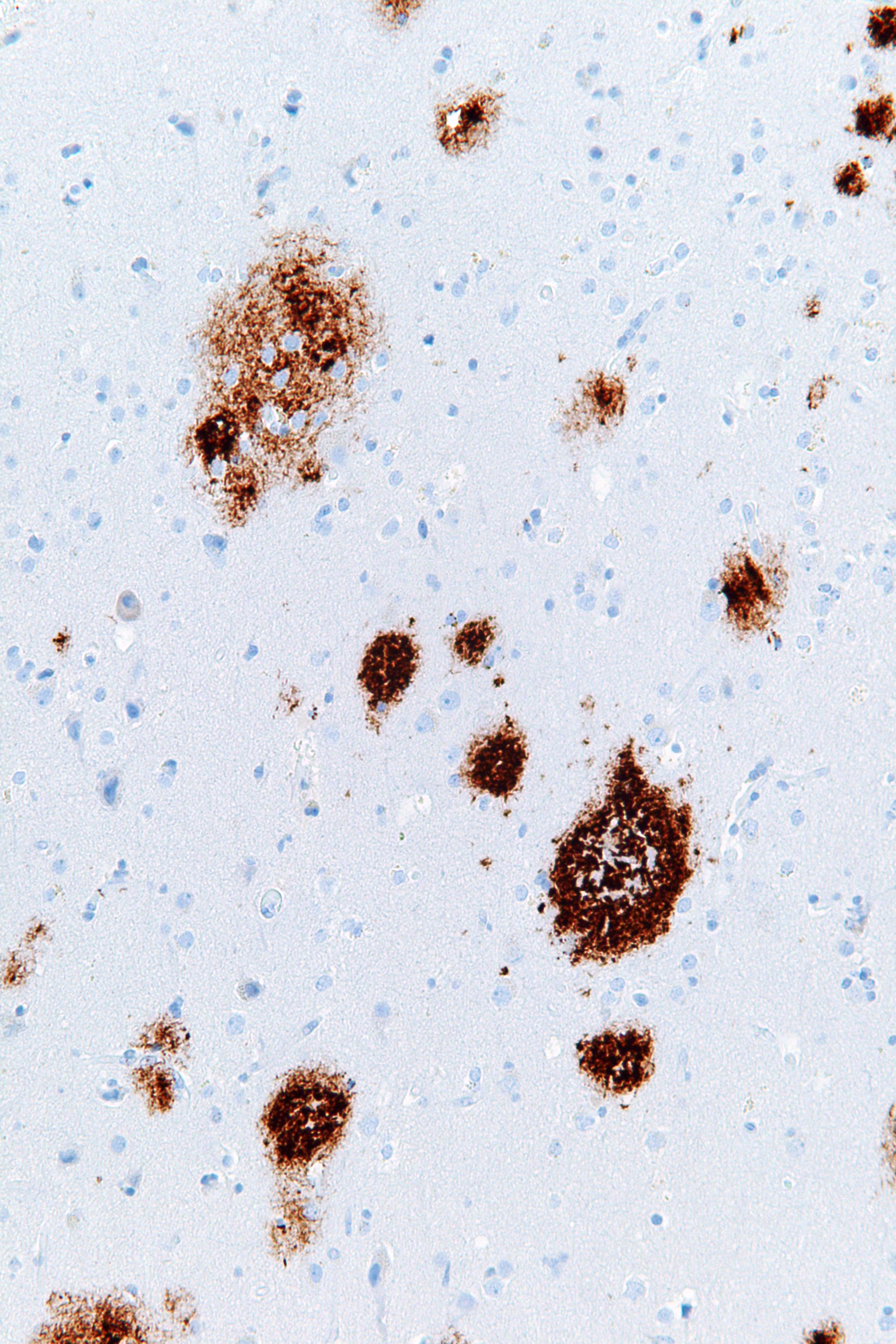
Opeenhoping van Bèta Amyloïd.

Seniele plaques (letterlijk: ouderdomsvlek) is een aandoening die optreedt bij mensen die lijden aan de ziekte van Alzheimer. Bij deze aandoening ontstaat bij afbraak van verouderde hersencellen het giftige eiwit β-amyloïd.
Veroudering van hersencellen treedt bij iedereen op tijdens het verouderingsproces. Verouderde hersencellen worden afgebroken. Een van de eiwitten die daarbij afgebroken worden is het β-APP (Bèta Amyloïd Precursor Protein). Bij gezonde mensen gebeurt dit probleemloos. Bij mensen met de ziekte van Alzheimer is de afbraak van dit eiwit onvolledig, waarbij een abnormaal afbraakproduct ontstaat: het eiwit β-amyloïd. Dit is giftig voor hersencellen en blijft na aantasting van de hersencel als een klein hoopje eiwit over. Elke eiwitophoping geeft de plaats aan waar zich vroeger een zenuwcel bevond.
De plaques blijken al tien tot twintig jaar voordat er zich ziekteverschijnselen openbaren, in de hersenen te ontstaan. Men neemt dan ook aan dat afzetting van β-amyloïd de belangrijkste oorzaak van de ziekte van Alzheimer is. Deze afzetting of ophoping zet in de hersenen een keten van processen in gang die uiteindelijk leiden tot de ziekte van Alzheimer. Men spreekt daarom ook wel van de "amyloïdcascadehypothese". De aangerichte schade aan de hersenen beperkt zich niet tot de delen die met het geheugen te maken hebben. Ook andere delen van de hersenen kunnen aangetast worden, waardoor bijvoorbeeld gedrags- en bewegingsstoornissen kunnen ontstaan.